# مهرگان
مهرگان یا جشن مهر یا نوروز پاییزی یکی از مراسم و جشن‌های ایران است که با اعتدال پاییزی پیوند داشته و در روزهای آغازین فصل پاییز برگزار می‌شود. این جشن معمولاً چندین روز به درازا می‌کشد. معیار اصلی سنجش این جشن، زمان برابری شب و روز یا اعتدال پاییزی بوده است، همان‌گونه که نوروز بر اساس اعتدال بهاری تعیین می‌شود. این جشن به‌عنوان دومین جشن بزرگ ایرانیان پس از نوروز شناخته می‌شود و ارزش زیادی در فرهنگ و گاهشماری ایرانی دارد. اما در طول زمان بر اساس معیارها و ابزارهای سنجش زمان در مکان‌های مختلف زمان جشن تغییراتی داشته است، به‌طوری که امروزه نزد زرتشتیان ایران ۱۰ مهر هجری خورشیدی (معادل مهرروز از مهرماه) برگزار می‌شود.
در خراسان در سده‌های گذشته این جشن را با نام جشن سر میزو یا جشن سر برج میزان برگزار می‌کرده‌اند. این جشن در میان مردم خراسان جنوبی اول مهر یا سر میزو و روز ۷ مهرماه برگزار می‌شود.
این جشن در جوامع ایرانی خارج از ایران نیز برگزار می‌شود.

## ریشه‌شناسی مهرگان
ما خواهانیم که پشتیبان کشور تو باشیم

ما نمی‌خواهیم از کشور تو جدا شویم

نمی‌خواهیم از خانه خود جدا شویم

مباد جز این ای مهر نیرومند!

اوستا، مهر یشت، بند ۷۵

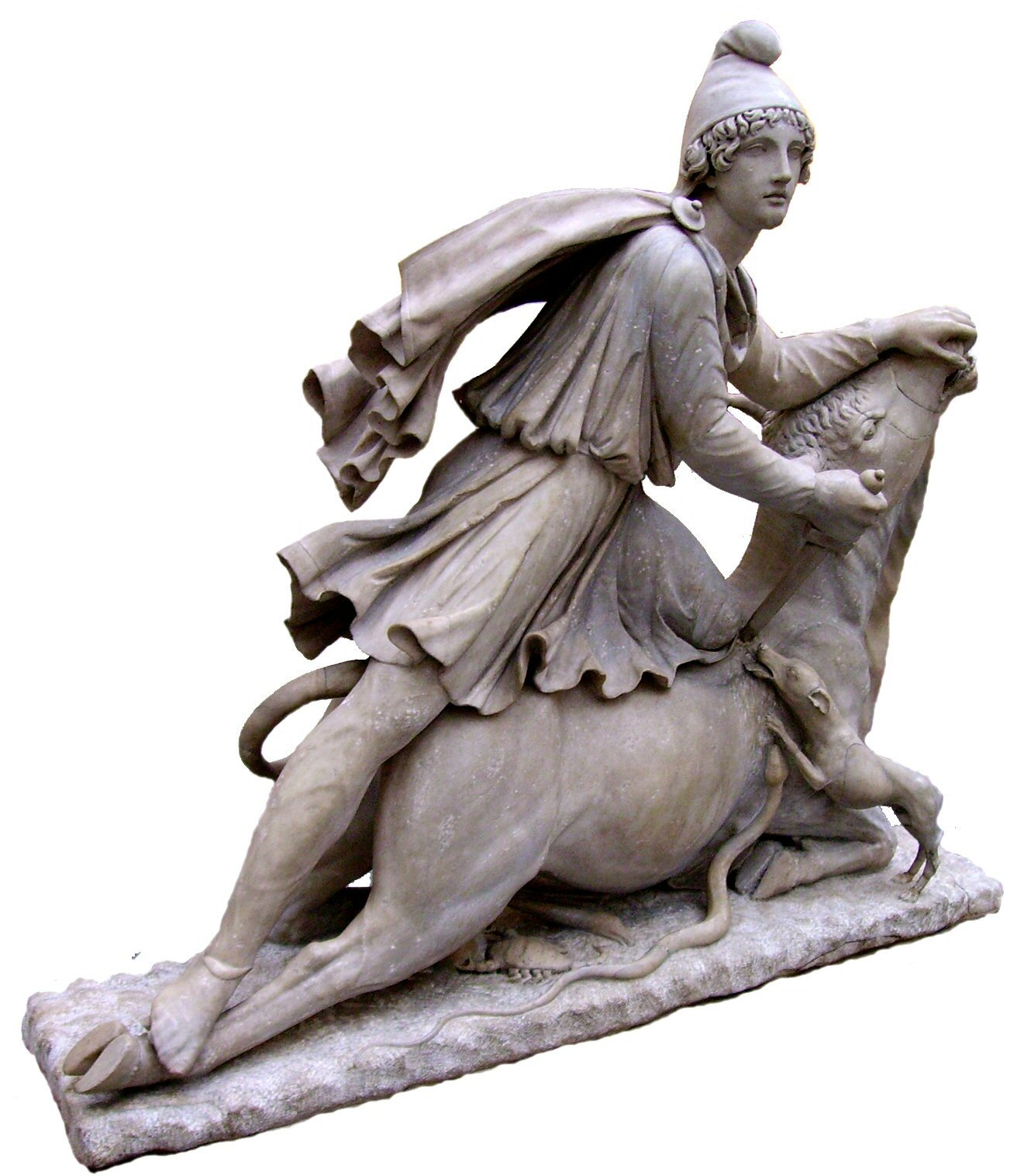
تندیس میترا در حال قربانی کردن گاو نر، موزه بریتانیا لندن

بنیاد و ریشه واژه مهر به واژه مشترک هندوایرانی miθra برمی گردد. این واژه در اوستا به صورت miθra «ایزد میترا» به کار رفته است.
.
مهر یا میترا در زبان فارسی به معنای «فروغ، روشنایی، دوستی، پیوستگی، پیوند و محبت» است و ضد دروغ، دروغ گویی، پیمان‌شکنی و نامهربانی کردن است. با توجه به بند ۱۱۶ مهر یشت:
... مهر میان دو برادر نود و میان پدر و پسر صد درجه است و میان پیروان ده هزار درجه است.
 بسیاری واژه مهر را «عشق، دوستی» معنا می‌کنند نه «پیمان و قرارداد» زیرا آنچه که میان روابط خانوادگی معنا دارد «عشق، دوستی» است و نه «پیمان و قرارداد». مهر به معنای فروغ و روشنایی و خورشید نیز به کار رفته است، در نخستین سدهٔ میلادی میترائیسم در سراسر روم گسترش یافت و نقش نگاره‌های برجامانده تأکیدی از گسترش این آیین دارد. برخی از این نگارهای به جا مانده نوشته‌ای دارند با عنوان «sol invictus» به معنای «خورشید همواره پیروز». این نوشته به معنی دیگری از مهر یا میترا، «خورشید» تأکید می‌کند.
پیشتر مهرگان با نام بغ یادی، بگ یادی (bāgayādi) به کار می‌رفته است، بر این اساس برخی بخش نخست این نام را baga- «بغ، خدا» و بخش دوم را yāda- «یاد، ستایش» و در کل به معنی «خدایان ستایش» می‌دانند. میترا در میان ایرانیان با لقب «بغ» بیان شده، به همین جهت احتمال اینکه منظور از «بغ» در بخش نخست واژه همان «میترا» و احتمال اینکه بخش دوم صورت صرف شدهٔ از yad به معنی «جشن» باشد در مجموع می‌توان آن را «جشن بغ»، «جشن میترا» یا «جشن مهر» ترجمه کرد
هاشم رضی ایران‌شناس و مترجم ایرانی واژه «گان» را پسوندی می‌داند برابر با معنی جشن؛ بنابراین می‌توان این جشن را «جشن مهر» یا «مهرگان» نامید. ولی این گفته برخلاف ادبیات کلاسیک فارسی است که در آن بیشتر شاعران از رودکی، پدر شعر فارسی تا دیگران عبارت «جشن مهرگان» را به کار برده‌اند.

## مهرگان از دیدگاه اساطیری
حکیم فردوسی در شاهنامه روز مهرگان را روزی می‌داند که فریدون در آن به پادشاهی نشست و تاج بر سر گذاشت. نیز بیشتر مورخان روزی را که فریدون بر ضحاک غلبه کرد و او را در کوه دماوند به بند کشید، روز مهرگان شمرده‌اند. لیکن در منابع به‌طور دقیق تصریح نشده است که آیا حتماً همان روزی که فریدون ضحاک را در بند کرد، روز تاجگذاری فریدون بوده است یا نه. برخی زرتشتیان ایران اعتقاد داشته‌اند (دارند؟) که فریدون در این جشن قربانی کرد و به مردم نیز دستور این کار را داد؛ بنابراین سنت قربانی کردن گوسفند یا بز در هر خانواده و اگر هم خانواده ای تهی دست بوده کشتن جوجه ای، کاری پسندیده به‌شمار می‌رفت. این قربانی که طبق تشریفات خاصی صورت می‌گرفته مورد قبول پارسیان هند نبوده است.

## تاریخچه

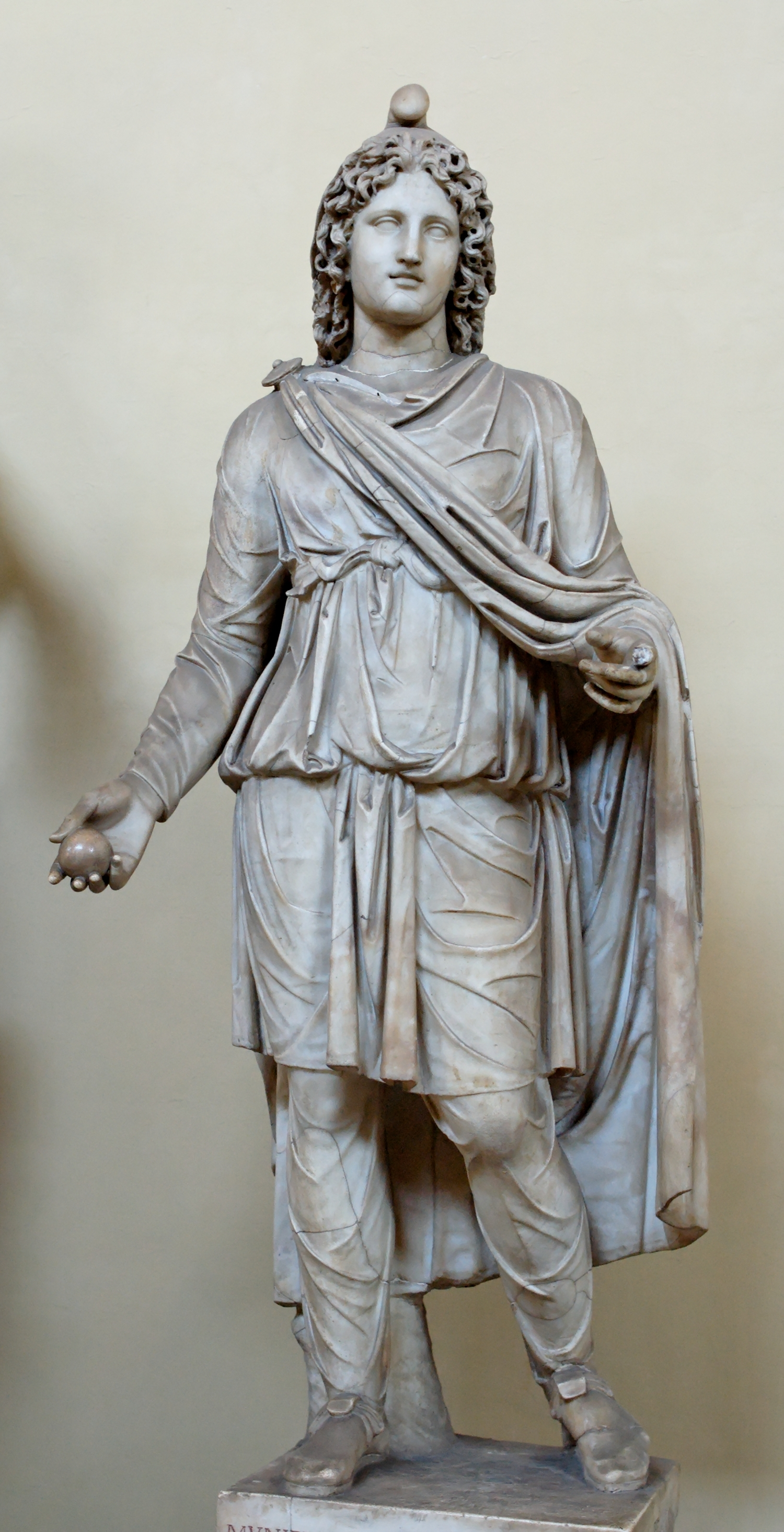
تندیس میترا در موزه واتیکان (ساخته شده از مرمر در حدود سده دوم یا سوم پس از میلاد)

دیرینگی این جشن دست کم تا دوران شاهان باستانی و بزرگی چون فریدون بازمی‌گردد.
فردوسی در شاهنامه به روشنی به این جشن کهن و پیدایش آن در دوران پادشاهی فریدون اشاره کرده است:
| به روز خجسته سَرِ مهر ماه    |  | به سر برنهاد آن کیانی کلاه  |
| زمانه بی اندوه گشت از بدی  |  | گرفتند هر کس ره بخردی       |
| دل از داوری‌ها بپرداختند    |  | به آیین یکی جشن نو ساختند   |
| نشستند فرزانگان شادکام     |  | گرفتند هر یک ز یاقوت جام    |
| میِ روشن و چهرهٔ شاه نو      |  | جهان نو ز داد از سرِ ماه نو  |
| بفرمود تا آتش افروختند     |  | همه عنبر و زعفران سوختند    |
| پرستیدن مهرگان دین اوست    |  | تن‌آسانی و خوردن آیین اوست   |
| اگر یادگارست ازو ماه و مهر |  | بکوش و به رنج ایچ منمای چهر |

پیش از هخامنشیان، جشن مهرگان بغ یادی، بگ یادی (bāgayādi) «یاد خدا – سپاسگزاری از خدا» نام داشت. بغداد (خدا آن را داده) نام باغی در نزدیکی تیسفون پایتخت اشکانیان و ساسانیان بود که بعدها به شهر تبدیل شد، نام شهر بغداد کنونی برگرفته از همین نام پارسی است.
براساس متون اوستا (کتاب مقدس زرتشتیان)، تقویم ایرانیان پیش از هخامنشیان دارای دو فصل تابستان و زمستان است که نوروز جشن آغاز سال جدید و فصل تابستان و مهرگان جشن آغاز نیمه دوم سال و فصل زمستان بوده است. برای نمونه ناصرخسرو در این بیت هر دو جشن نوروز و مهرگان را به هنگام اعتدالین می‌داند:
| نوروز به از مهرگان، گرچه |  | هر دو زمانند، اعتدالی |

## زمان مهرگان

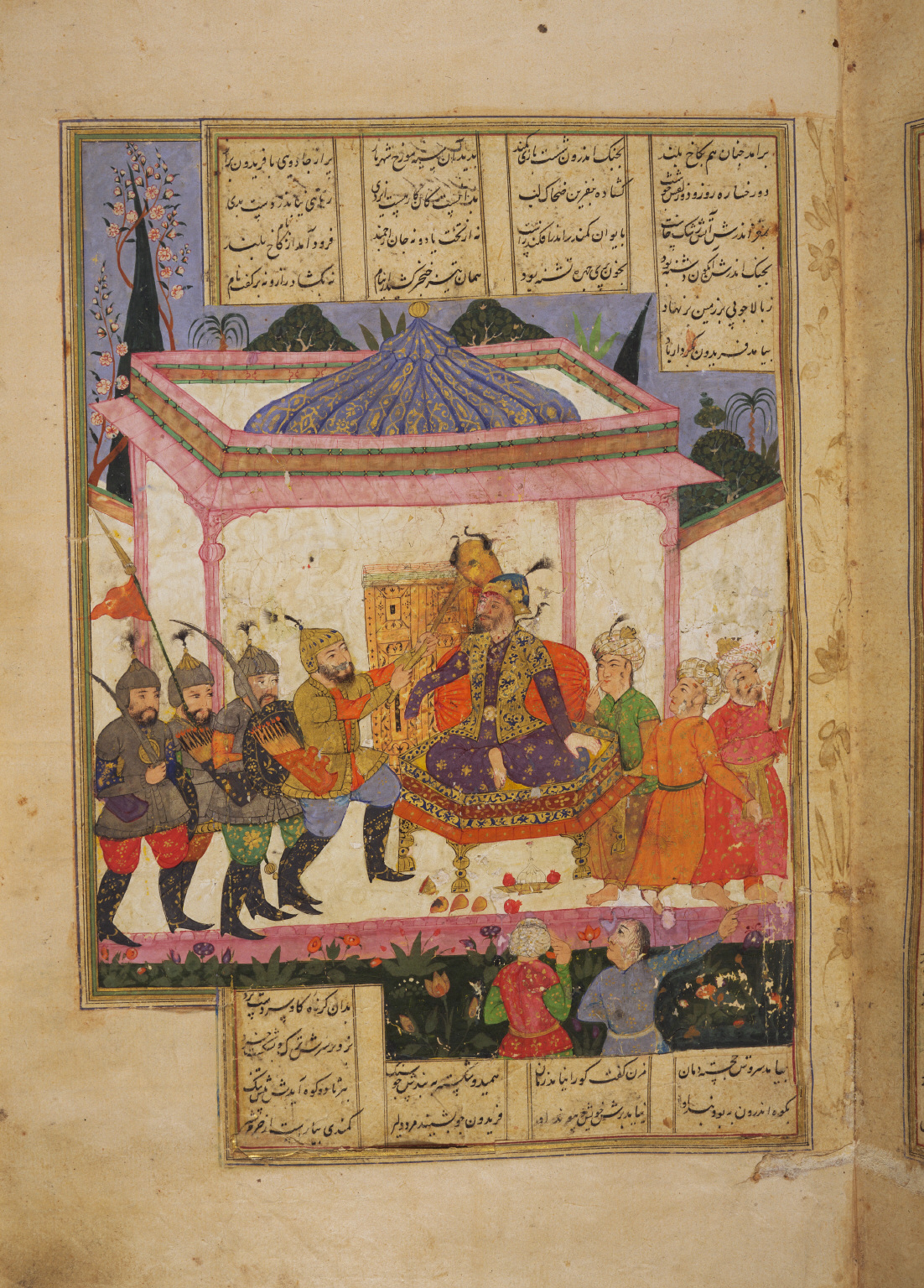
نسخه خطی شاهنامه: فریدون ضحاک را شکست می‌دهد.

مردم ایران از هزاره دوم پیش از میلاد آن را جشن می‌گیرند. مهرگان نیز همانند نوروز با آیین یگانه و آداب و رسوم ویژه برگزار می‌شود.
مهر یا میترا با خدای خورشید پیوند دارد در زبان فارسی به معنای «فروغ، روشنایی، دوستی، پیوستگی، پیوند و محبت» است و ضد دروغ، دروغ‌گویی، پیمان‌شکنی و نامهربانی کردن است. فلسفه جشن مهرگان سپاسگزاری از خداوند به خاطر نعمت‌هایی است که به انسان ارزانی داشته و استوار کردن دوستی‌ها و مهرورزی میان انسان‌هاست. لازم است ذکر شود این جشن در میان مردم لر به مهرجون معروف است.
امروزه این جشن در دهم مهر برگزار می‌شود. حال آنکه در میان مردم لر روز ۷ مهرماه را جشن می‌گیرند. اما چند نفر از ایران‌شناسان آن را نادرست می‌دانند. چنان‌که رضا مرادی غیاث آبادی، پژوهشگر و باستان‌شناس ایرانی، جشن مهرگان را بر اساس گاهشمار جلالی روز چهاردهم مهر ماه می‌داند و دستکاری آن را،
دستکاری آشکاری در نظام‌های قاعده‌مند گاهشماری و تاریخ و فرهنگ دانسته است. موبد کوروش نیکنام نیز به بر گزاری جشنهای ایرانی بر اساس گاهشمار جلالی تأکید داشته و برگزاری جشن مهرگان در روز شانزدهم مهر ماه را بهتر و نیکوتر می‌داند.
البته همان گونه که در گزارش فردوسی دیده می‌شود، زمان برگزاری جشن مهرگان در آغاز ماه مهر یا سَر ماه مهر و ابتدای فصل پاییز بوده است و این شیوه دستِ‌کم تا پایان دوره هخامنشی و احتمالاً تا اواخر دوره اشکانی نیز دوام داشته است. اما از این زمان و شاید در دوره ساسانی، جشن مهرگان به مهر روز از مهر ماه یا شانزدهم ماه مهر منتقل می‌شود.
منسوب دانستن جشن مهرگان به نخستین روز ماه مهر در آثار دیگر ادبیات فارسی نیز دیده شده است. برای نمونه این بیت از ناصرخسرو که هر دو جشن نوروز و مهرگان را به هنگام اعتدالین می‌داند:
نوروز به از مهرگان، گرچه هر دو زمانند، اعتدالی
دلیل برگزاری جشن مهرگان در آغاز مهرماه و اصولاً نامگذاری نخستین ماه فصل پاییز به نام مهر، در این است که در دوره‌هایی از دوران باستان و از جمله در عصر هخامنشی، آغاز پاییز، آغاز سال نو بوده است و از همین روی نخستین ماه سال را به نام مهر منسوب کرده‌اند.
تثبیتِ آغاز سال نو در هنگام اعتدال پاییزی با نظام زندگیِ مبتنی بر کشاورزیِ ایرانیان بستگیِ کامل دارد. می‌دانیم که سال زراعی از اول پاییز آغاز و در پایان تابستان دیگر خاتمه می‌پذیرد. قاعده‌ای که هنوز هم در میان کشاورزان متداول است و در بسیاری از نواحی ایران جشن‌های فراوان و گوناگونی به مناسبت فرارسیدن مهرگان و پایان فصل زراعی برگزار می‌شود. در این جشن‌ها گاه ترانه‌هایی نیز خوانده می‌شود که در آن‌ها به مهر و مهرگان اشاره می‌رود. شاید بتوان شیوه سال تحصیلیِ امروزی را باقی‌مانده گاهشماری کهن میترایی/ مهری دانست.
امروزه نیز سنت کهن آغاز سال نو از ابتدای پاییز با نام «سالِ وَرز» در تقویم محلی کردان مُـکریِ مهاباد و طایفه‌های کردان شُکری باقی‌مانده است. همچنین در تقویم محلی پامیر در تاجیکستان (به ویژه در دو ناحیه «وَنج» و «خوف») از نخستین روز پاییز با نام «نوروز پاییزی/ نوروز تیرَماه» یاد می‌کنند. در ادبیات فارسی (از جمله شاهنامه فردوسی) و امروزه در میان مردمان آسیای میانه و شمال افغانستان، فصل پاییز را «تیرَماه» می‌نامند.
بر اساس آنچه در تاریخ و فلسفه و زمان مهرگان گفته شده می‌توان گفت مهرگان دارای سه بعد ۱- خورشیدی یا طبیعی، ۲- اسطوره‌ای و ۳ دینی است.

### مهرگان خورشیدی یا طبیعی
فردوسی و ناصر خسرو از جمله کسانی هستند که مهرگان را در آغاز ماه مهر و روز اعتدال پائیزی دانسته‌اند و این به حقیقت نزدیک تر است زیرا مردمان تمدن کشاورزی ایران به‌ویژه تمدن کاریزی بسیاری از کارکردها و فصلهای کاری آنها با ۴ پدیده خورشیدی پیوند داشته است؛ زیرا علاوه بر تقدس خورشید که دوره‌های طولانی تاریخ ایران، کشت و کار و کوچ و … بر مبنای همین فصل‌ها اتفاق می‌افتاده است در تمدن کاریزی برای سنجش زمان به ابزار دقیقی بنام فنجان یا پنگان نیاز داشتند و بر اساس آن ساعت آبی دقیقاً زمان برابری شب و روز و طولانی‌ترین روز و طولانی‌ترین شب را متوجه می‌شدند؛ زیرا در کاریز و قنات سهم شب و روز آب تعیین می‌شد و نرخ متفاوتی داشت. بنا بر این برای هر ۴ پدیده خورشیدی جشن‌هایی داشتند. برای پدیده خورشیدی اعتدال بهاری جشن نوروز وبرای انقلاب تابستانی جشن چله تموز و برای انقلاب زمستانی جشن شب یلدا یا شب چله و برای پدیده خورشیدی اعتدال پائیزی جشن سَر برج میزان یا جشن مهرگان داشتندبنا بر این مهرگان همچون نوروز بر اساس اعتدال کیهانی است. اندازه شب و روز در اول مهر برابر و میزان می‌شود و شاید از همین رو این ماه را به نام مهر که ایزد داوری و عدالت و دادگستری است گذاشته‌اند. همچنین مهر برابر است با پایان فصل برداشت کشاورزی. از این رو زمان مناسبی برای جشن و شادی و استراحت کشاورزان که عمده مردمان دوران کهن بودند است. همچنین این حاکمان در این زمان خراج و مالیات را از مردم می‌ستاندند و از این رو برای دولتهای عرب و ترک و مغول که بر ایران چیره شده و با فرهنگ آنان بیگانه بودند هم مهرگان رسمیت داشت. برخی بر این باورند که در دوره‌هایی نوروز ایرانی، نوروز پاییزی بوده است و نوروز بهاری سپس بر آن غلبه یافته است.
در قدیم کشاورزان با شروع فصل سرما و پایان چرای علوفه و جمع‌آوری همه محصولات ناچار بودند قوچ و بّز نَر و حتی گاو نر که بیشتر کاربرد پَرواری داشت را سر ببرند برای اینکه با آغاز زمستان گیاهان و علف کافی برای خوراک نبود و اینها در فصل سرما لاغر می‌شدند به‌علاوه جا برای نگهداری آنها در سرما و یخبندان نبود بناچار باید چارپایان پرواری ذبح می‌شدند که به این کار پرواربندی و جشن غلیه کنان می‌گفتند. و گوشت آن را سرخ غیمه و کاملاً خشک می‌کردند و نمک می‌زدند و در کیسه گونی در محلی بلند آویزان می‌کردند تا در طول پاییز و زمستان از گوشت آن برای خوراک خود استفاده کنند. سایر دام‌ها برای زاد و ولد نگهداری می‌شدند و در این فصل موقع جفت‌گیری نیز به پایان می‌رسید که دام‌ها در اوایل بهار نوزاد خود را بدنیا می‌آوردند.
- خیزید و خز آرید که هنگام خزانست
- باد خنک از جانب خوارزم وزانست
- آن برگ رزان بین که بر آن شاخ رزانست.[۳۵]

### مهرگان اسطوره‌ای
شاید پیروزی داریوش بزرگ بر گئومات مغ غاصب که به ادعای کتیبه بیستون، بر مردم ستم کرده و مال آن‌ها را ستانده و نیایشگاه‌ها را ویران کرده بود، باعث شد تا بنا بر داستان کهن ضحاک و فریدون، پیروزی نیکی بر بدی در این تاریخ روایت شده و زان پس مهرگان را روز پیروزی کاوه آهنگر و بر تخت نشستن فریدون شاه بدانند. دقیقی شاعر زرتشتی چنین می‌سراید:
| مهرگان آمد جشن ملک افریدونا |  | آن کجا گاو به پرورش بر مایونا |

و اسدی توسی و فردوسی نیز در شعر خود داستان حماسی فریدون و ضحاک را در خور توصیف دانسته‌اند.
ابوریحان بیرونی در التفهیم می‌نویسد:
مهرگاه، شانزدهم روز است از مهر ماه و نامش مهر، اندرین روز، افریدون ظفر یافت بر بیورسب جادو، انک معروف است به ضحاک، و به کوه دماوند بازداشت؛ و روزها که سپس مهرگان است همه جشنند، بر کردار آنچ از پس نوروز بود…
و در آثار الباقیه آورده است که:
سلمان فارسی می‌گوید: ما در عهد زرتشتی بودن می‌گفتیم: خداوند برای زینت بندگان خود یاقوت را در نوروز و زبرجد را در مهرگان بیرون آورد؛ و فضل این دو روز بر روزهای دیگر مانند فضل یاقوت و زبرجد است بر جواهرهای دیگر؛ و بیورسب هزار سال عمر کرد. این که ایرانیان به یکدیگر دعا می‌کنند که: " هزار سال بزی " از آن روز رسم شده است، چون دیدند که ضحاک توانست هزار سال عمر کند و این کار در حد امکان است، هزار سال زندگی را دعا و آرزو کردند.
ابوسعید عبدالحی بن ضحاک بن محمود گردیزی می‌گوید:
این روز مهرگان باشد و نام روز و ماه همراهند و چنین گویند که اندر این روز آفریدون بر بیوراسب که او را ضحاک گویند، پیروز شد و او را اسیر کرد و او را بست و به دماوند برد و در آنجا وی را زندانی کرد. مهرگان بزرگ و برخی از مغان چنین گویند که این پیروزی فریدون بر بیوراسب، رام روز بوده است و زرتشت که مغان او را به پیامبری دارند، ایشان را فرموده است، بزرگ داشتن این روز و روز نوروز را.
گزارش خلف تبریزی دربارهٔ پیدایش مهرگان این چنین است:
... و در این روز ملایکه یاری و مددکاری کاوه آهنگر کردند و فریدون در این روز بر تخت شاهی نشست و در این روز ضحاک را گرفته به کوه دماوند فرستاد که در بند کنند و مردمان به سبب این مقدمه جشنی عظیم کردند و عید نمودند و بعد از آن حکام را مهر و محبت به رعایا به هم رسید و چون مهرگان به معنی محبت پیوستن است بنابراین بدین نام موسوم گشت…

### مهرگان دینی
- کومون خاورشناس و دانشمند بلژیکی در کتاب خود «آیین میترا» چنین می‌گوید: «.. بدون تردید، جشن مهرگان که در کشورهای روم باستان، روز پیدایش خورشید نامیده می‌شد و آن را «سل ناتالیس این وکتی» یعنی «روز زایش خورشید شکست ناپذیر» می‌گفتند که به بیست و پنجم ماه دسامبر کشیده شد و شماری زیاد از عیسویان پیش از عیسی مسیح به آیین مهرپرستی گرویدند و پس از گسترش دین مسیح در اروپا، روز زایش مسیح قرار داده شد. چون عیسویان نمی‌خواستند این روز را جشن بگیرند به نام زاده شدن عیسی جشن گرفتند.»[۳۶]

در ایران که از دوره هخامنشی دین مزداپرستی یا زرتشتی در غرب کشور همچون شرق چیرگی یافت، میترا از مقام بزرگ‌ترین خدای آریایی تنزل کرده و یکی از آفریدگان اهورا مزدا دانسته شد. با این‌حال از دوره اردشیر دوم هخامنشی، میترا در کنار آناهیتا به عنوان ایزدی بزرگ ستایش می‌شد. زرتشتیان در جشن‌های برابری روز و ماه ایزد مربوط را ستایش می‌کردند و یشت ویژه آن ایزد در اوستا را می‌خواندند؛ که در این میان مهریشت که در ستایش میترا است، کهن‌ترین، استوارترین و مهم‌ترین یشت اوستا است.

## آیین‌های مهرگان
آنگونه که از مجموع منابع موجود، همچون نگارهها و متون باستانی و نوشته‌های مورخان و دانشمندان قدیم ایرانی و غیر ایرانی (مانند فردوسی، بیرونی، ثعالبی، جهانگیری، اسدیِ توسی، هرودوت، کتسیاس، فیثاغورس و …) و نیز آثار شاعران و ادیبان (مانند جاحظ، رودکی، فرخی، منوچهری، سعد سلمان و …) دریافته می‌شود، مردمان در این روز تا حد امکان با جامه‌های ارغوانی (یا دستکم با آرایه‌های ارغوانی) بر گرد هم می‌آمده‌اند؛ در حالی که هر یک، چند «نبشته شادباش» یا به قول امروزی، کارت تبریک برای هدیه به همراه داشته‌اند. این شادباش‌ها را معمولاً با بویی خوش همراه می‌ساخته و در لفافه‌ای زیبا می‌پیچیده‌اند.

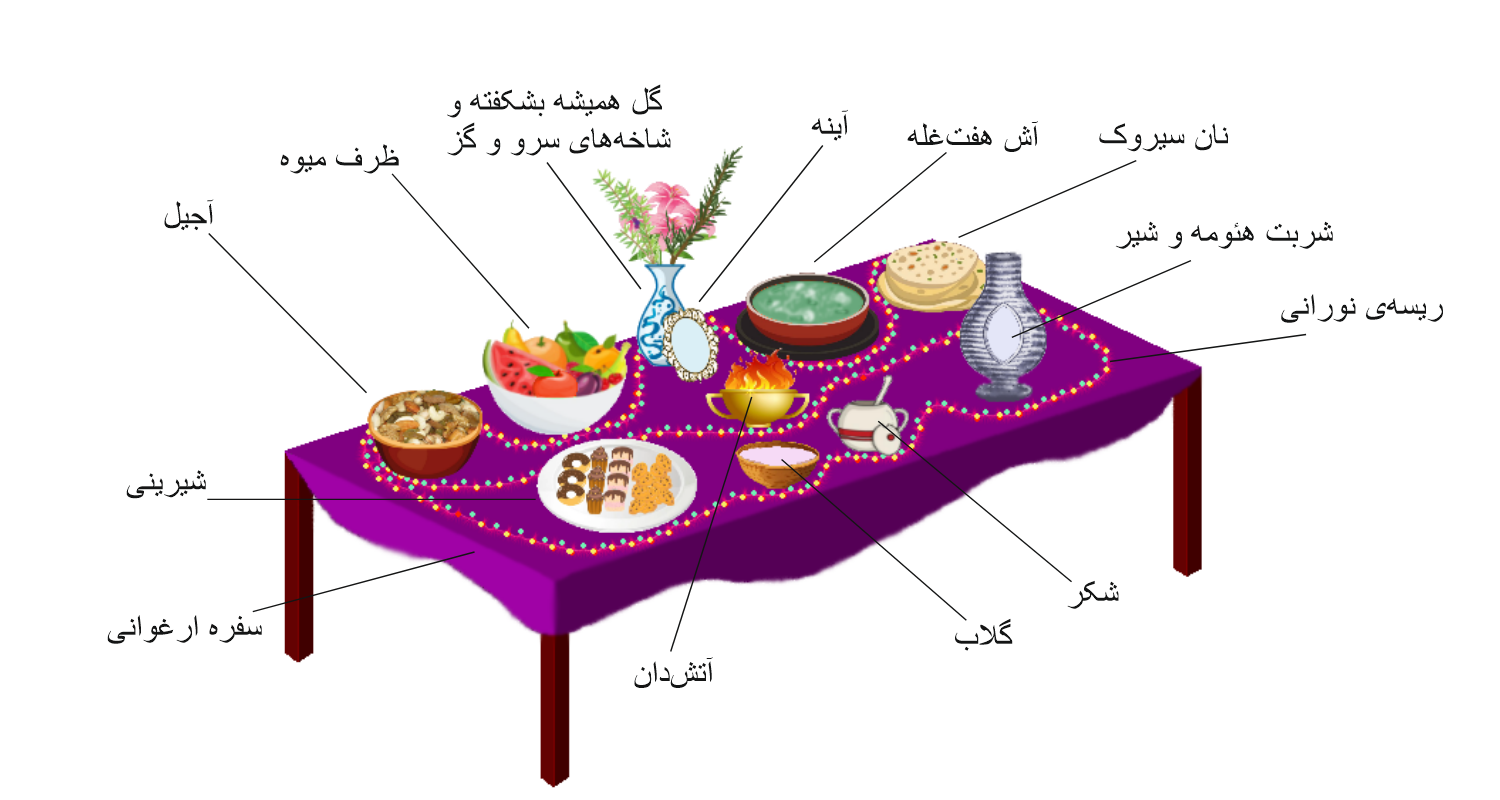
چیدمان و عنصرهای سفرهٔ مهرگانی

در میان خوان یا سفره مهرگانی که از پارچه‌ای ارغوانی رنگ تشکیل شده بود، گل «همیشه شکفته» می‌نهادند و پیرامون آن را با گل‌های دیگر آذین می‌کردند. امروزه نمی‌دانیم که آیا گل همیشه شکفته، نام گلی به‌خصوص بوده است یا نام عمومیِ گل‌هایی که برای مدت طولانی و گاه تا چندین ماه شکوفا می‌مانند.
در پیرامون این گل‌ها، چند شاخه درخت گز، هوم یا مورد نیز می‌نهادند و گونه‌هایی از میوه‌های پاییزی که ترجیحاً به رنگ سرخ باشد به این سفره اضافه می‌شد. میوه‌هایی مانند: سنجد، انگور ارغوانی، انار، سیب قرمز، به، ترنج (بالنگ)، انجیر، بادام، پسته، فندق، گردو، کُـنار، زالزالک، ازگیل، خرما، خرمالو و چندی از بوداده‌ها همچون تخمه و نخودچی.
دیگر خوراکی‌های خوان مهرگانی عبارت بود از آشامیدنی و نانی مخصوص. نوشیدنی از عصاره گیاه «هَـئومَـه/ هوم» که با آب یا شیر رقیق شده بود، فراهم می‌شد و همه باشندگان جشن، به نشانه پیمان از آن می‌نوشیدند. نانِ مخصوص مهرگان از آمیختن آرد هفت نوع غله گوناگون تهیه می‌گردید. غله‌ها و حبوباتی مانند گندم، جو، برنج، نخود، عدس، ماش و ارزن. دیگر لازمه‌های سفره مهرگان عبارت بود از: جام آتش یا نوکچه (شمع)، شکر، شیرینی، خوردنی‌های محلی و بوی‌های خوش مانند گلاب.
آنان پس از خوردن نان و نوشیدنی، به موسیقی و پایکوبی‌های گروهی می‌پرداخته‌اند. سرودهایی از مهریشت را با آواز می‌خوانده و اَرْغُـشت می‌رفته‌اند (می‌رقصیده‌اند). شعله‌های آتشدانی برافروخته پذیرای خوشبویی‌ها (مانند اسپند و زعفران و عنبر) می‌شد و نیز گیاهانی چون هوم که موجب خروشان شدن آتش می‌شوند.
از آنجا که نشانه‌های بسیاری، همچون تندیسها، کتیبهها و سنگ‌نگاره‌ها (از جمله نگاره‌های میترا در نمرود داغ و کوماژن)، از رواج آیین مهر در آسیای کوچک (آناتولی) حکایت می‌کند؛ بعید نیست که «سماع» های عارفانه پیروان طریقه «مولویه» در شهر قونیه امروزی، ادامه دیگرگون شده همان ارغشت‌های میترایی باشد.
در پایان مراسم، شعله‌های فروزان آتش، نظاره‌گر دستانی بود که به‌طور دسته‌جمعی و برای تجدید پایبندی خود بر پیمان‌های گذشته، در هم فشرده می‌شدند.

## مهرگان در اشعار
فردوسی در شاهنامه به پیدایش این جشن در دوران پادشاهی فریدون اشاره کرده است:
| فریدون چو شد بر جهان کامکار |  | ندانست جز خویشتن شهریار       |
| به رسم کیان تاج و تخت مهی   |  | بیاراست با کاخ شاهنشهی        |
| به روز خجسته سر مهر ماه     |  | به سر برنهاد آن کیانی کلاه    |
| زمانه بی اندوه گشت از بدی   |  | گرفتند هر کس ره بخردی         |
| دل از داوری‌ها بپرداختند     |  | به آیین، یکی، جشن نو ساختند   |
| نشستند فرزانگان، شادکام     |  | گرفتند هر یک ز یاقوت، جام     |
| می روشن و چهرهٔ شاه نـَو      |  | جهان نو ز داد از سرِ ماه نـَو   |
| بفرمود تا آتش افروختند      |  | همه عنبر و زعفران سوختند      |
| پرستیدن مهرگان دین اوست     |  | تن‌آسانی و خوردن آیین اوست     |
| کنون یادگارست از و ماه مهر  |  | به کوش و به رنج ایچ منمای چهر |

عنصری سراید:
| مهرگان آمد گرفته فالش از نیکی مثال |  | نیک‌روز و نیک جشن و نیک وقت و نیک فال |

مسعود سعد سلمان گوید:
| روز مهر و ماه مهر و جشن فرخ مهرگان     |  | مهر بفزا ای نگار ماه چهر مهربان       |
| مهربانی کن به جشن مهرگان و روز مهر     |  | مهربانی کن به روز مهر و جشن مهرگان    |
| جام را چون لاله گردان از نبید باده رنگ |  | وندر آن منگر که لاله نیست اندر بوستان |
| کاین جهان را ناگهان از خرمی امروز کرد  |  | بوستان نو شکفته عدل سلطان جهان        |

منوچهری دامغانی سراید:
| شاد باشید که جشن مهرگان آمد       |  | بانگ و آوایِ دَرایِ کاروان آمد  |
| کاروان مهرگان از خَزران آمد        |  | یا ز اقصای بلاد چینستان آمد  |
| نا از این آمد، بالله نه از آن آمد |  | که ز فردوس برین وز آسمان آمد |
| مهرگان آمد، هان در بگشاییدش       |  | اندر آرید و تواضع بنماییدش   |
| از غبار راه ایدر بزداییدش         |  | بنشانید و به لب خرد نجاییدش  |
| خوب دارید و فرمان بستاییدش        |  | هرزمان خدمت لختی بفزاییدش    |

اسدی توسی در گرشاسب نامه از چرایی پیدایش مهرگان گزارش می‌دهد:
| فریدون فرخ به گرز نبرد         |  | ز ضحاک تازی برآورد گرد     |
| چو در برج شاهین شد از خوشه مهر |  | نشست او به شاهی سر ماه مهر |

رودکی دربارهٔ مهرگان چنین سروده است:
| ملکا جشن مهرگان آمد       |  | جشن شاهان و خسروان آمد |
| جز به جای ملهم و خرگاه    |  | بدل باغ و بوستان آمد   |
| مورد برجای سوسن آمد باز   |  | می بر جای ارغوان آمد   |
| تو جوانمرد و دولت تو جوان |  | می بر بخت تو جوان آمد  |

## موسیقی مهرگان
خلف تبریزی در برهان قاطع برای یکی از مقام‌ها و لحنهای موسیقی سنتی ایران نام «موسیقی مهرگانی» را آورده است، که گمان می‌رود در دوران گذشته در جشن مهرگان موسیقی ویژه‌ای نواخته می‌شده که اکنون از آن آگاهی نداریم.
همچنین در میان دوازده مقام نامبرده شده در کتاب «موسیقی کبیر» ابونصر فارابی، مقام یازدهم با نام مهرگان ثبت شده است، و نیز نظامی گنجوی در منظومهٔ خسرو و شیرین نام بیست و یکمین لحن از سی لحن نامبردار شده را «مهرگانی» نوشته است.

## مهرگان در زمان حاضر
بهرام فره وشی از برگزاری مهرگان به عنوان جشنی خانوادگی، در بین زرتشتیان یزد و کرمان و نیز «از آیین قربانی کردن گوسفند، در برخی از روستاهای زردشتی نشین یزد، برای ایزد مهر» خبر می‌دهد. تا سی سال پیش، زردشتیان کرمان، در این روز، به یاد مردگان، مرغی را کشته و شکمش را با حبوبات و آلو انباشته و به عنوان خوراک ویژه، یادمان مردگان می‌پختند.
جشن آغاز سال تحصیلی دانشگاه تهران، که در نیمهٔ اول مهرماه است، در برخی از سال‌ها در دهم یا شانزدهم مهر (مهرگان) برگزار می‌شد.
زمان برگزاری آیین قالی شویان در مشهد اردهال را جلال آل احمد، با مهرگان هم پیوند می‌داند. صدرالدین عینی در یادداشت‌ها، از جشنی در تاجیکستان و سمرقند یاد می‌کند که هر سال در ماه میزان برگزار می‌شد. جشنی که می‌تواند، با همهً دگرگونی‌ها، بازماندهً جشن مهرگان باشد.
برخی انجمن‌ها و نهادهای مردمی و غیردولتی نیز تلاش می‌کنند این جشن بزرگ را زنده گردانند.
روز مهر یا مهر روز
در گاه‌شماری زرتشتی یا اوستایی، سال ۱۲ برج و برج ۳۰ روز بوده است و هر روز از برج نامی داشته است. بعضی از این نام‌ها، به نام برج‌های دوازده‌گانه نامیده می‌شد هر گاه نام روز و نام برج هم نام می‌شد ایرانیان آن روز را جشن می‌گرفتند. برای نمونه سیزدهمین روز به نام تیر، شانزدهمین روز به نام مهر و پنجمین روز به نام سپندارمذ بود که به ترتیب جشن‌های تیرگان، مهرگان، اسفندگان را جشن می‌گرفتند.
بسیاری مهرگان را روز پیروزی فریدون بر ضحاک می‌دانند،
در تاریخ طبری چنین آمده است: 
فریدون سر بیوراسب (ضحاک) را با گرز سرخمیده‌ای بکوفت، پس او را به کوه دماوند برد و دست و بازویش را محکم ببست و به چاه افکند و فرمان داد که روز مهرماه مهروز را عید بگیرند؛ و این همان جشن مهرگان است

همچنین در آثارالباقیه (ص. ۲۹۲) آمده است: 
روز بیست و یکم رام روز است که مهرگان بزرگ باشد و سبب این عید آن است که فریدون به ضحاک ظفر یافت و او را بقید اسارت درآورد و چون ضحاک را به پیش فریدون آوردند ضحاک گفت مرا بخون جدّت مکش و فریدون از راه انکار این قول گفت آیا طمع کرده‌ای که با جم پسر ویجهان در قصاص همسر قرین باشی بلکه من تو را بخون گاو نری که در خانه جدم بود می‌کشم سپس بفرمود تا او را بند کردند و در کوه دماوند حبس نمودند و مردم از شر او راحت شدند و این روز را عید دانستند.
در این روز [روز مهر از ماه مهر] بود که فریدون بر گاو سوار شد.

و گردیزی در زین الاخبار (ص۵۲۴) آورده است: 
رام روز بودست از مهر ماه… که چون فریدون را از شیر مادر باز کردند بر گاو نشست، اندرین روز بود.

### جشن هخامنشی میتراکانا
زمان برگزاری جشن مهرگان در یکم ماه مهر و آغاز فصل پاییز بوده است و این شیوه دستکم تا پایان دوره هخامنشی و احتمالاً تا اواخر دوره اشکانی نیز دوام داشته است. اما از این زمان و شاید در دوره ساسانی، جشن مهرگان به مهر روز از مهر ماه یا شانزدهم ماه مهر منتقل می‌شود.
و اکنون حدود دو هزار سال است که این جشن به شانزدهمین روز این ماه یا مهر روز از مهرماه در گاهشماری ایرانی منسوب است. اما این زمان در میان اقوام گوناگونی که از تقویم‌های محلی نیز بهره می‌برند، متفاوت است. برای نمونه زمان این جشن در گاهشماری طبری/ تبری و نیز در گاهشماری سنتی یزدگردی زرتشتیان، فعلاً برابر با حدود نیمهٔ بهمنماه، و در گاهشماری دیلمی برابر با سی‌ام بهمن‌ماه است.
زمان برگزاری مهرگان در آغاز ماه مهر و فصل پاییز بوده است. بنابر سنگ‌نوشته بیستون، داریوش بزرگ بر گئومات مغ در روز دهم ماه بگ‌یادیش (ماه هفتم، برابر با مهر) پیروز شده است. به گزارش هرودوت، از آن سال ایرانیان آن روز را به نام روز « «مگوفونی»» (مغ‌کشی) جشن می‌گرفتند. پژوهشگران با توجه به اشتباهات یونانیان از خوانش نامهای پارسی احتمال می‌دهند که این واژه « «بگو زتی»» باشد که در این صورت نه به مغ، که به بغ (مهر) پیوند دارد؛ و در این روز ایرانیان به قربانی کردن برای بغ میترا می‌پرداختند و نه مغ‌کشی.
احتمالاً از دوره اشکانی یا ساسانی جشن مهرگان به مهر روز از مهر ماه یا شانزدهمین روز ماه مهر منتقل می‌شود.
.
اما این زمان در میان اقوام گوناگونی که از تقویم‌های محلی نیز بهره می‌برند، متفاوت است. برای نمونه زمان این جشن در گاهشماری طبری/ تبری و نیز در گاهشماری سنتی یزدگردی، فعلاً برابر با حدود نیمهٔ بهمنماه و در گاهشماری دیلمی برابر با سی‌ام بهمن‌ماه است.
زرتشتیان جشن مهرگان را همه ساله در اواخر ماه بهمن یا در حدود دهم ماه مهر برگزار می‌کنند. موبد کورش نیکنام برگزاری جشن‌ها با استفاده از گاهشماری‌های سنتی با ماه‌های ۳۰ روزه را بی‌توجهی به دانش نجوم و دستاوردهای خیام و موجب ناهماهنگی در جشن‌ها دانسته و لزوم توجه به گاهشماری ملی و رسمی با ماه‌های ۳۱ روزه را یادآور شده است.
برای آگاهی بیشتر نگاه کنید به: گاه‌شماری جلالی بخش قوانین تقویم ایرانی.
کوشک ورجاوند قطعه زمین گسترده‌ای در ۱۶ کیلومتری جاده مخصوص کرج است که به اقلیت دینی زرتشتیان اختصاص دارد.
محوطهٔ باز این مجموعه که نزدیک به ۱۰ هزار متر مربع وسعت دارد، برای برگزاری آیین‌های دینی و جشن‌های ایرانی همچون جشن سده، جشن مهرگان، جشن تیرگان، سیزده بدر، و دیگر گردهمایی‌ها مورد بهره‌برداری قرار می‌گیرد.
زرتشتیان و مردم لر ایران و خارج از ایران آن را در دهم مهر یا ۷ مهرماه نزدیک‌ترین زمان به دهم مهر یا پیش از آن برگزار می‌کنند.
این جشن در مهر روز آغاز می‌شود و شش روز به درازا می‌انجامد و در روز رام روز به پایان می‌رسد. نخستین روز جشن، «مهرگان عامه یا همگانی» و واپسین روز جشن، «مهرگان خاصه یا ویژه» نامیده می‌شود، که به مهرگان ویژه «روز جشن مُغان» نیز می‌گویند. در زمان ساسانیان بر این باور بودند که اهوره‌مزدا یاقوت را در روز نوروز و زبرجد را در روز مهرگان آفریده است و از دیر باز ایرانیان بر این باور بودند که در این روز کاوه آهنگر علیه ضحاک به پاخاست و فریدون بر اژی دهاک (ضحاک) غلبه کرد.

### ثبت جهانی جشن مهرگان
جشن مهرگان به‌عنوان بیست‌وپنجمین عنصر میراث‌فرهنگی ناملموس ایران در کمیته بین‌الدولی میراث‌فرهنگی یونسکو در پاراگوئه ثبت جهانی شد. ایران و تاجیکستان مشترکاً این آیین را به ثبت رساندند.

## نکته‌ها
- هاشم رضی واژهٔ «گان» را پسوندی می‌داند برابر با معنی جشن، بنابراین یا باید گفت جشن مهر یا مهرگان.

از سوی دیگر واژگان «مهرجان» (مهرجانات) و «نیروز» که معرب شدهٔ مهرگان و نوروز است و اکنون نیز در بسیاری از کشورهای عرب زبان حاشیهٔ خلیج فارس و برخی از کشورهای شمال آفریقا به مفهوم جشنواره (فستیوال)، کاربرد دارد و وارد زبان و قلمرو فرهنگی کشورهای مسلمان و عرب زبان گردیده است نیز، نشانهٔ دیگری است بر فر و شکوه این دو جشن باستانی.